# The Shadow (film, 1994)
Pour les articles homonymes, voir Shadow.
Pour plus de détails, voir Fiche technique et Distribution.
The Shadow ou Le Shadow au Québec est un film américain réalisé par Russell Mulcahy et sorti en 1994.

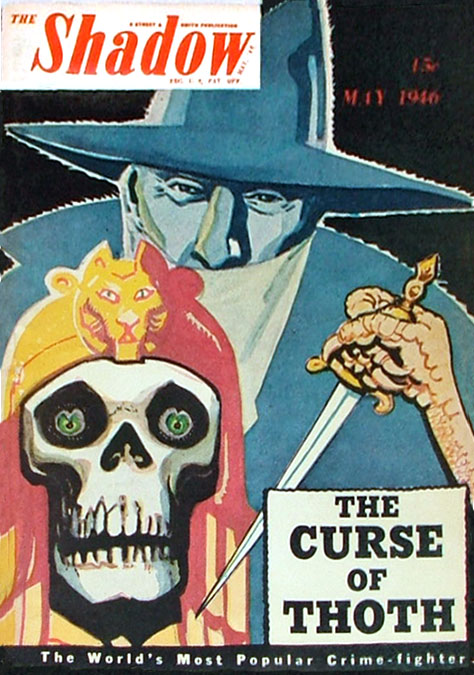
Couverture du pulp The Shadow, mai 1946

Il s'agit d'une adaptation cinématographique du personnage The Shadow créé par Walter B. Gibson et apparu dans des magazines pulps dès les années 1930 ou encore dans un feuilleton radiophonique interprété par Orson Welles.

## Synopsis
Lamont Cranston n'a pas toujours été un héros. Au Tibet, peu après la Première Guerre mondiale, il était craint sous le nom de Yin-Ko (« aigle sombre » en dialecte mandarin), pillant villages et prospérant grâce au commerce de l'opium. Un jour, un saint homme nommé Tulku le mène vers la voie de la rédemption en lui apprenant comment utiliser la part maléfique de son âme, son « ombre », pour venir à bout du mal.
Sept ans plus tard, il combat le crime à New York, sous le nom de The Shadow. Ses pouvoirs lui permettent notamment de brouiller la vision de ses ennemis. Il s'est constitué un réseau d'informateurs et collaborateurs à travers toute la ville. Lors d'une soirée chic, Lamont rencontre la belle Margo Lane, fille d'un éminent scientifique travaillant pour l'armée, le Dr Reinhardt Lane. Pendant ce temps, le musée d'histoire naturelle de la ville reçoit un mystérieux sarcophage abritant Shiwan Khan, dernier descendant de Genghis Khan. Lui-aussi formé par Tulku, Khan veut tout d'abord s'associer à Lamont Cranston pour contrôler le monde comme son illustre ancêtre. Mais le Shadow n'est pas de cet avis.

## Fiche technique
Sauf indication contraire, les informations mentionnées dans cette section peuvent être confirmées par les bases de données cinématographiques IMDb et Allociné,  présentes dans la section « Liens externes ».
- Titre original et français : The Shadow
- Titre québécois : Le Shadow[1]
- Réalisation : Russell Mulcahy
- Scénario : David Koepp, d'après le personnage The Shadow créé par Walter B. Gibson
- Musique : Jerry Goldsmith
- Direction artistique : Jack Johnson, Dan Olexiewicz et Steven Wolff
- Décors : Joseph C. Nemec III
- Costumes : Bob Ringwood
- Photographie : Stephen H. Burum
- Son : Don Digirolamo, Steve Bartkowicz, Gary C. Bourgeois, Brad Sherman, Martin Maryska
- Montage : Peter Honess
- Production : Martin Bregman, Michael S. Bregman et Willi Bär
  - Production déléguée : Rolf Deyhle et Louis A. Stroller
  - Coproduction déléguée : Stan Weston
  - Production associée : Patricia Churchill
- Sociétés de production[2] : Bregman/Baer Productions, présenté par Universal Pictures
- Distribution : Universal Pictures (Etats-Unis) ; United International Pictures (France)
- Budget : 40 millions de $[3],[4]
- Pays de production :  États-Unis
- Langue originale : anglais
- Format[5] : couleur (DeLuxe) - 35 mm - 1,85:1 (Panavision) - son DTS-Stéréo | DTS | Dolby SR
- Genre : fantastique, action, aventures, super-héros
- Durée : 108 minutes
- Dates de sortie[1] :
  - États-Unis : 1er juillet 1994
  - France : 2 novembre 1994
- Classification[6] :
  - États-Unis : accord parental recommandé, film déconseillé aux moins de 13 ans (PG-13 - Parents Strongly Cautioned)[Note 1]
  - France : tous publics[7]

## Distribution
- Alec Baldwin (VF : Hervé Jolly) : Lamont Cranston / The Shadow
- John Lone (VF : Daniel Beretta) : Shiwan Khan
- Penelope Ann Miller (VF : Juliette Degenne) : Margo Lane
- Peter Boyle (VF : André Valmy) : Moe Shrevnitz
- Ian McKellen (VF : Georges Berthomieu) : Dr Reinhardt Lane
- Jonathan Winters (VF : William Sabatier) : Wainwright Barth
- Tim Curry (VF : Jean-Pierre Moulin) : Farley Claymore
- Sab Shimono : Dr Tam
- Joseph Maher (VF : Jacques Ciron) : Isaac Newboldt
- Brady Tsurutani (VF : Pascal Renwick) : Tulku
- John Kapelos (VF : Régis Ivanov) : Duke Rollins
- James Hong (VF : René Bériard) : Li Peng
- Max Wright (VF : Jean-Pierre Leroux) : Berger
- Larry Hankin (VF : Roger Crouzet) : le chauffeur de taxi
- Abraham Benrubi : un militaire

## Production
Le producteur Martin Bregman acquiert les droits de The Shadow en 1982. Le scénariste David Koepp, qui adorait la version radiophonique enfant CBS, est engagé comme scénariste et doit trouver le bon ton pour le film. Martin Bregman explique que plusieurs styles ont été envisagés : « Certains étaient clairs, d'autres plus sombres et d'autres plus drôles - mais cela ne fonctionnait pas ».
Le scénario est une adaptation des pulps originaux The Shadow. Il reprend cependant plusieurs éléments apparus dans l'émission radiophonique avec Orson Welles : la capacité d'invisibilité du Shadow, le personnage de Margo Lane ou encore le nom de Lamont Cranston.

### Attribution des rôles
L'acteur hongkongais Chow Yun-fat a été envisagé pour le rôle de Shiwan Khan. Le rôle revient finalement à l'acteur sino-américain John Lone.

### Tournage
Le tournage a lieu de septembre 1993 à janvier 1994, principalement dans les studios Universal d'Universal City. Un tremblement de terre détruit un décors de labyrinthe de miroirs. Quelques scènes sont tournées ailleurs en Californie : à Los Angeles (The Ambassador Hotel, Pantages Theatre), à Alabama Hills ou encore à Pasadena.
Le réalisateur Russell Mulcahy évoque un film avec beaucoup d'effets : « Il y a beaucoup d'effets spéciaux sur ce film, mais ce n'est pas un film à effets spéciaux. C'est un film mené par l'histoire d'un personnage. Les effets font partie de l'histoire ».

## Bande originale
Composée par Jerry Goldsmith, l'album de la bande originale sort en 1994, chez Arista Records. En 2012, Intrada Records commercialise une version double album contenant l'intégrale des compositions du film.
Liste des titres
1. The Shadow Knows, 1994 (0:08) (dialogue, interprété par Alec Baldwin)
2. Original Sin (Theme from The Shadow) - 6:27 (écrit par Jim Steinman, interprété par Taylor Dayne)
3. The Poppy Fields (Main Title) - 3:16
4. Some Kind of Mystery - 3:48 (écrit par Diane Warren, interprété par Sinoa)
5. The Sanctum - 3:33
6. Who Are You? - 4:02
7. Chest Pains - 3:26
8. The Knife - 3:05
9. The Hotel - 5:53
10. The Tank - 4:08
11. Frontal Lobotomy - 2:28
12. Original Sin (Theme from The Shadow) - Film Mix - 5:02 (écrit par Jim Steinman, interprété par Taylor Dayne)
13. Who Knows What Evil Lurks in the Hearts of Men? - 0:29 (dialogue tiré de l'émission radio des années 1930, interprété par Orson Welles)

## Sortie et accueil

### Accueil critique
Le film reçoit des critiques globalement négatives. Sur l'agrégateur américain Rotten Tomatoes, il récolte 25% d'opinions favorables pour 48 critiques et une note moyenne de 4,62⁄10.
Roger Ebert, célèbre critique du Chicago Sun-Times lui donne la note de 3⁄4 et écrit notamment « Si vous appréciez le film noir, si vous aimez les rues sombres et les femmes aux lèvres écarlates et les voitures qui vont vite, le style de ce film vous apportra quelque chose de magique ».
En 2009, Entertainment Weekly classe le film parmi les 21 pires films adaptés de comics de tous les temps (21 Worst Comic-Book Movies Ever).

### Box-office
The Shadow est présenté comme le blockbuster de l'été 1994 avec de nombreux produits dérivés prévus et d'éventuelles suites. Mais il rencontre deux gros concurrents : Le Roi lion et The Mask. The Shadow est un échec au box-office,,. Le film avait pourtant débuté à la 2e place la semaine de sa sortie,. Il ne totalise finalement que 32 millions de dollars aux Etats-Unis et 48 millions de dollars dans le monde pour un budget estimé à 40 millions de dollars. En France, il ne totalise que 111 262 entrées. Ce manque de succès mettra fin aux souhaits de développer une franchise The Shadow.
Le film aura cependant de bons résultats ensuite pour les diverses sorties en vidéo.

## Distinctions
Entre 1994 et 1995, le film The Shadow a été sélectionné 5 fois dans diverses catégories et n'a remporté aucune récompense,.

### Nominations
- Académie des films de science-fiction, fantastique et d'horreur - Prix Saturn 1995 :
  - Meilleure actrice pour Penelope Ann Miller,
  - Meilleure musique pour Jerry Goldsmith,
  - Meilleurs costumes pour Bob Ringwood,
  - Meilleurs effets spéciaux pour Fantasy II Film Effects et Visual Concept Engineering (VCE).

### Sélections
- Festival du cinéma américain de Deauville 1994 : Premières - hors compétition pour Russell Mulcahy.

## Produits dérivés
James Luceno écrit une novélisation du film où il reprend des éléments des pulps originaux.
Un jeu vidéo (en) de style Beat them all prévu pour la Super Nintendo, la Mega Drive et la Jaguar est développé et doit sortir peu après le film en 1994. Bien que complètement fini et testé par la presse spécialisée, il ne sera jamais commercialisé en raison de l'échec du film au box-office.
Un flipper (en) à l'effigie du film est réalisé par Brian Eddy et vendu par Midway Games en 1994.

## Remake
Grand fan du personnage, Sam Raimi, réalisateur d'autres adaptations de comics comme Darkman (1990) et Spider-Man (2002), achète avec Columbia Pictures les droits d'adaptation de The Shadow en décembre 2006. Il projette de produire une nouvelle adaptation, avec Bruce Campbell dans le rôle-titre. En 2010, la Fox rachète les droits et des rumeurs évoquent que le projet serait repris par Quentin Tarantino.